# 民俗體育
民俗體育，是中華民國全民運動會的正規競賽項目，包括踢毽、跳繩、扯鈴、陀螺的男、女團體賽及個人賽，共有14個比賽小項目。

## 比賽項目
- 踢毽：男子個人賽、男子團體賽、女子個人賽、女子團體賽
- 跳繩：男子個人賽、男子團體賽、女子個人賽、女子團體賽
- 扯鈴：男子個人賽、男子團體賽、女子個人賽、女子團體賽
- 陀螺：男子團體賽、女子團體賽[1]。

## 團體賽出場人數
- 踢毽：6人
- 跳繩：12人
- 扯鈴：6人
- 陀螺：8人[1]